# Пиджаков, Николай Николаевич
Николай Николаевич Пиджаков (17 декабря 1923, Потанина, Уральская область — 15 апреля 1969, Далматово, Курганская область) — гвардии лейтенант Рабоче-крестьянской Красной Армии, участник Великой Отечественной войны, Герой Советского Союза (1945). Командир танка 34-й отдельной танковой бригады 6-й гвардейской армии 1-го Прибалтийского фронта. После войны — журналист.

## Биография
Николай Николаевич Пиджаков родился 17 декабря 1923 года в семье крестьянина-бедняка в деревне Потанина Потанинского сельсовета Ольховского района Шадринского округа Уральской области, ныне деревня входит в Далматовский муниципальный округ Курганской области. В семье было пятеро детей.
Учился в Потанинской начальной и Кривской неполной средней школах. В 1938 году продолжил учёбу в Ольховской средней школе, которую окончил в июне 1941 года.
В начале Великой Отечественной войны добровольно пришёл в военкомат, откуда его направили в военное училище. Осенью 1942 года окончил Саратовское танковое училище. С 17 декабря 1942 года принимал участие в боях Великой Отечественной войны на Северо-Кавказском фронте в составе 52-й отдельной танковой бригады (до 16 февраля 1943 года). С 14 октября 1943 года на 1-м Прибалтийском фронте. Особо отличился в ходе Белорусской операции.
Со 2 января 1944 года кандидат в члены ВКП(б).
24 июня 1944 года во время разведки, в течение трёх часов отбивал вражеские атаки у деревни Добея Витебской области. 25 июня, перебравшись через Западную Двину, в течение двух часов удерживал захваченный плацдарм в районе посёлка Бешенковичи Витебской области, обеспечивая переправу стрелковых подразделений.
18 сентября 1944 года легко ранен. Командовал взводом танков Т-34.
В марте 1945 года уехал с фронта в город Ленинград на курсы усовершенствования командиров. После курсов командовал ротой, громили фашистов в Курляндском окружении.
Указом Президиума Верховного Совета СССР от 24 мая 1945 года за «мужество, отвагу и боевое мастерство, проявленные при прорыве вражеской обороны, форсировании Западной Двины и удержании захваченного плацдарма» командир танка Т-34 гвардии лейтенант Николай Пиджаков был удостоен высокого звания Героя Советского Союза с вручением ордена Ленина и медали «Золотая Звезда» за номером 7297.
В начале 1946 года Пиджакова демобилизовали по состоянию здоровья. Вернувшись домой, был заведующим Потанинской избой-читальней, заместителем председателя промартели «Новая техника», председателем Ольховского райкома ДОСААФ.
С 1951 года член ВКП(б), в 1952 году партия переименована в КПСС.
После переезда в город Далматово 15 лет работал журналистом в районной газете «Путь к коммунизму».
Николай Пиджаков скончался 15 апреля 1969 года. Роковая случайность, закашлялся (в результате болезни у него был сильный кашель), поперхнулся и задохнулся. Похоронен на старом кладбище города Далматово Далматовского района Курганской области, ныне город — административный центр Далматовского муниципального округа той же области.

## Награды
- Герой Советского Союза, 24 мая 1945 года[4][5][6][7][8]
  - Орден Ленина
  - Медаль «Золотая Звезда» № 7297
- Орден Отечественной войны II степени, дважды: 14 октября 1944 года[9], 28 декабря 1944 года[10]
- Орден Красной Звезды, дважды: 19 декабря 1943 года[11]; 30 декабря 1944 года[12]
- Медали, в том числе:
  - Медаль «За победу над Германией в Великой Отечественной войне 1941—1945 гг.»;
  - Юбилейная медаль «Двадцать лет Победы в Великой Отечественной войне 1941—1945 гг.».

## Память
- В память, его именем названа одна из улиц города Далматово[2].
- Улица Пиджакова в селе Кривском Далматовского района Курганской области.
- 1 мая 2015 года по инициативе редакции районной газеты «Далматовский вестник» на Аллее Героев (заложена 9 мая 1984 года) в городском парке города Далматово были посажены березки. У каждой березки установлена табличка-обелиск с именем Героя. Среди них Н.Н. Пиджаков[13].
- В 2019—2020 годах по инициативе депутата Курганской областной Думы Федора Ярославцева на Аллее Героев в городском парке города Далматово установлены 14 бюстов Героев. Бюсты героев были вылеплены из глины шадринским скульптором Александром Сергеевичем Галяминских. А отлиты на средства спонсоров — предпринимателей и организаций района. Среди них бюст Н.Н. Пиджакова. Открытие было приурочено к 75-летию Победы 9 мая 2020 года[14].

## Семья
Жена Полина Андреевна, из с. Крестовка (ныне Далматовский район); дочь Людмила Николаевна Екимовских.